# Главрепертком
Главрепертком (Главный репертуарный комитет) — государственный орган в СССР, один из органов цензурного контроля, созданный в 1923 году как подразделение Народного комиссариата просвещения РСФСР. С 1936 года был структурным подразделением Комитета по делам искусств при СНК СССР. Упразднён в 1953 году.

## История
Главрепертком был создан постановлением от 9 февраля 1923 года в системе Наркомата просвещения РСФСР. Новое учреждение, изначально межведомственное, должно было рассматривать все произведения, предназначенные для публичного показа на сцене, на эстраде или в кинотеатрах. Первым его председателем был назначен Илья Трайнин.
Собственно цензуру осуществляло созданное в 1922 году Главное управление по делам литературы и издательств (Главлит); Главрепертком, подчинённый одновременно и Главлиту, должен был составлять и публиковать списки запрещённых и разрешённых произведений и осуществлять контроль за исполнением установленных правил. По его требованию зрелищные предприятия должны были предъявлять разрешительные документы, представлять тексты пьес или сценариев, разрешённых цензурой, показывать одельные номера эстрадных программ. Руководство Главреперткома, позже переименованного в Главный комитет по контролю за зрелищами и репертуаром, устраивало обсуждения новых фильмов, пьес и спектаклей; кроме того, проводилась работа с киноорганизациями и драматургами.
Особое отношение государства к театрам, получившим звание «академических», поначалу не позволяло Главреперткому цензурировать их репертуар; но постановлением от 21 апреля 1925 года «О цензурировании репертуара артистов академических театров» ВЦИК частично снял это ограничение, освободив от предварительной цензуры только выступления народных и заслуженных артистов
Функции контроля Главреперткому приходилось делить с Главлитом и Главным управлением по делам литературы и искусства. На протяжении нескольких лет между главками шла борьба, и в 1926 году Центральный комитет ВКП(б) вынужден был рассмотреть вопрос о взаимоотношениях Главлита, который постоянно усиливал цензурный контроль, и Главреперткома. В результате Главрепертком из межведомственного органа превратился в орган Наркомпроса; за ним, как и за Главлитом, были закреплены цензорские полномочия.
В апреле 1928 года постановлением Совнаркома РСФСР в качестве органа «идеологического руководства в области литературы и искусства» в системе Наркомпроса было создано Главное управление по делам художественной литературы и искусства (Главискусство), в которое был включён и Главрепертком. Ещё в январе 1928 года Политбюро поставило во главе Главреперткома инициативного Фёдра Раскольникова, который создал общественный художественно-политический совет из драматургов, театральных режиссёров, кинопрокатчиков, литературных критиков, близких по духу пролеткульту  — в общей сложности 45 человек, включая и представителей ЦК ВКП(б).
Раскольников считал, что Главрепертком должен не только формально разрешать или запрещать произведения, он должен стать идейным воспитателем художников и прокатчиков, давать указания, как улучшить пьесу, при подготовке спектакля работать с театрами. По инициативе Раскольникова был пересмотрен весь кинорепертуар и запрещены сразу четырнадцать фильмов, в которых, по мнению членов Главреперткома, идеализировался буржуазный образ жизни, популяризировалась свободная любовь и уголовщина.

### ГУРК
Полномочия Главреперткома постепенно расширялись. В 1933 году из ведения Наркомпроса были выведены все вопросы, касавшиеся художественной жизни, — в его компетенции остались только образование и просвещение. Главискусство тогда же преобразовали в Управление театрально-зрелищными предприятиями, Главрепертком был выделен из него в самостоятельное учреждение как Главное управление по контролю за зрелищами и репертуаром (ГУРК). Новый орган унаследовал от Главреперткома все его функции; аналогичные учреждения существовали во всех союзных и автономных республиках СССР.
В январе 1936 года постановлением ВЦИК и СНК СССР «в целях объединения всего руководства развитием искусства в СССР» был образован Всесоюзный комитет по делам искусств. «Эта структура, со своими республиканскими и местными органами, — пишет Н. Головкина, — на многие годы определила условия существования искусства в стране, которые со временем изменялись только в
направлении дальнейшего ужесточения контроля…». ГУРК был включён в Комитет как Главное управление по контролю за репертуаром. В структуре Главреперткома—ГУРКа существовали отделы театра, кино, цирка, музыки и изобразительного искусства; в 1938 году к ним добавились отделы Старшего военного цензора и военного цензора, а также инспекция по союзным республикам.
В марте 1953 года, в связи с созданием Министерства культуры СССР, Комитет по делам искусств был ликвидирован, вместе с ним был упразднён и Главрепертком—ГУРК.

## Руководители Главреперткома—ГУРКа

### 1923 — 1927 годы
Первым председателем Главреперткома был старый большевик Илья Трайнин, назначенный на этот пост 10 марта 1923 года и занимавший его до начала 1925-го.
Преемником Трайнина стал другой старый большевик, участник революции 1905—1907 годов и октябрьских боёв 1917 года в Москве Роберт Пельше. Назначенный председателем в начале 1925 года, Пельше продержался на этом посту до ноября 1926-го
. В своём докладе Оргбюро ЦК ВКП(б) в июле 1926 года Пельше говорил: «…Театр имеет старый и новый репертуар: в старом есть классика и мещанские произведения, в выпуске классиков надо относиться осторожно, а к мещанским брать строгую линию; от нового репертуара следует требовать четкость замысла и выполнения идеи. К советской фильме надо быть тоже строгим… Мы встречаемся и в литературе и с упадочными настроениями; наследства мы не отрицаем, но относиться нужно критически, на классиках мы еще учимся, приходится считаться с художественностью пьесы». Причиной отставки Пельше, как предполагают, стали его напряжённые отношения с руководителем Главлита П. И. Лебедевым-Полянским; Пельше добивался автономии Главреперткома в составе Наркомпроса — его вывода из подчинения Главлиту.
Владимир Мордвинкин дважды временно занимал пост председателя Главреперткома: с 25 ноября 1926 по 25 февраля 1927 года и с 3 июня 1927 по 20 января 1928 года. В 1922 году его прочили на пост руководителя Главлита, обязанности которого Мордвинкин временно исполнял; в итоге он стал заведующий Русским отделом этого органа, а в апреле 1926 года был назначен заместителем заведующего Главлитом; исполняющим обязанности председателя Главреперткома Мордвинкин в обоих случаях назначался по совместительству.
Борис Шумяцкий был назначен председателем Главреперткома 25 февраля 1927 года постановлением Секретариата ЦК ВКП (б), что вызвало недовольство руководства Наркомпроса, особенно П. И. Лебедева-Полянского, который отдавал предпочтение своему заместителю В. Ю. Мордвинкину; к тому же Шумяцкий, как и Пельше, выступал за автономность репертуарной политики ГРК. 29 марта 1927 года на заседании Коллегии Наркомпроса он при поддержке А. В. Луначарского провёл постановление, согласно которому Главрепертком хотя и состоял при Главлите, проводил всю работу самостоятельно, директивы получал от Коллегии Наркомпроса и отчитывался только перед ней. Но в конечном счёте была принята резолюция противоположного характера, предложенная Лебедевым-Полянским. 7 мая Шумяцкий подал заявление об освобождении его от обязанностей председателя Главреперткома.
После отставки Шумяцкого Ричард Пикель 3 июня 1927 года был назначен заместителем председателя Главреперткома В. Ю. Мордвинкина, но фактически исполнял обязанности председателя до октября того же года. Председателем Пикель так и не стал, чему, вероятно, помешала его принадлежность к Новой, а затем к Обединённой оппозиции: в октябре 1927 года он был переведён в члены Главреперткома, а в ноябре 1928-го, уже после разрыва с оппозицией, назначен заместителем председателя. Но и на этом посту продержался лишь до конца 1929 года.

### 1928 — 1937 годы
Фёдор Раскольников был назначен председателем Главреперткома 28 января 1928 года. К тому времени на идеологическом фронте он был уже известен своей непримиримой, начавшейся ещё в мае 1924 года борьбой с журналом «Красная новь» и её редактором Александром Воронским, которого Раскольников обвинял в отступлении от пролетарской линии. В то время как редактор «Красной нови» охотно печатал в своём журнале так называемых «попутчиков», Раскольников звал пролетарских писателей «от станка» на борьбу с «попутчиками». Раскольников быстро пошёл на повышение: к 1 октября 1929 года он был уже заместителем завведующего Главного Управления по делам художественной литературы и искусства (Главискусства), а чуть позже стал председателем Совета по делам искусства и литературы Наркомпроса РСФСР, в который преобразовали Главискусство, сменив на этом посту либерально настроенного Александра Свидерского. Однако уже 22 марта 1930 года Раскольников писал М. Горькому: «Я очень доволен, что ушел из Главискусства, п. ч. сказать по правде, эта административная работа меня не удовлетворяла. Искусством очень приятно наслаждаться, но им неприятно руководить».
В конце 1929 года, после перевода Раскольникова в Главискусство, руководителем Главреперткома был назначен Константин Гандурин (Лукичев). Как и Раскольников, Гандурин сам любил писать пьесы, но был в своё время более успешным драматургом. Он продержался на этом посту до 16 февраля 1932 года.
Осаф Литовский, ставший преемником Гандурина, тоже был драматургом, но кроме того литературным и театральным критиком. Особенно много критики доставалось от него Михаилу Булгакову, и считается, что именно он выведен в «Мастере и Маргарите» под фамилией Латунский. В феврале 1930 года Литовский был назначен заместителем председателя, два года спустя — председателем Главрепрткома и оставался в этой должности до июня 1937 года. Одновременно в 1934—1935 годах он возглавлял театральную и музыкальную секции, в марте 1936-го за свою деятельность был награждён Наркомпросом. Более высокое руководство оценило его работу не столь высоко: после отставки с поста председателя Главреперткома Литовский несколько месяцев оставался без должности, а затем был назначен заведующим литературной частью Московского театра Ленсовета.

### 1937 — 1953 годы
После отставки Литовского в течение одного года, с 4 июня 1937 по 1 июня 1938 года, Главрепертком возглавлял Владимир Васильевский. До этого он недолгое время заведовал отделом печати ЦК ВКП(б), а затем был заместителем заведующего этим отделом, членом редколлегии «Правды», занимал ряд других идеологических постов, но непосредственно перед назначением в Главрепертком работал контролером группы просвещения и здравоохранения КСК при СНК СССР. Преемником Васильевского стал Василий Григорьевич Вдовиченко. 10 сентября 1939 года он был назначен начальником Главного управления театров, а начальником Главреперткома стал Иван Алексеевич Бурмистенко.
Последним, кто занимал этот пост, был Евгений Северин. В течение многих лет он преподавал в разных учреждениях русский язык и литературу, с 1942 года работал в Совинформбюро. В декабре 1946 года был назначен заместителем начальника, а затем — начальником Главреперткома. Одновременно он был начальником Главного управления драматических театров Комитета по делам искусств при СМ СССР, с июля 1948 года — членом этого Комитета. После упразднения Комитета в марте 1953 года Северин был назначен начальником управления театров Главного управления по делам искусств Министерства Культуры СССР.